# Genealogy

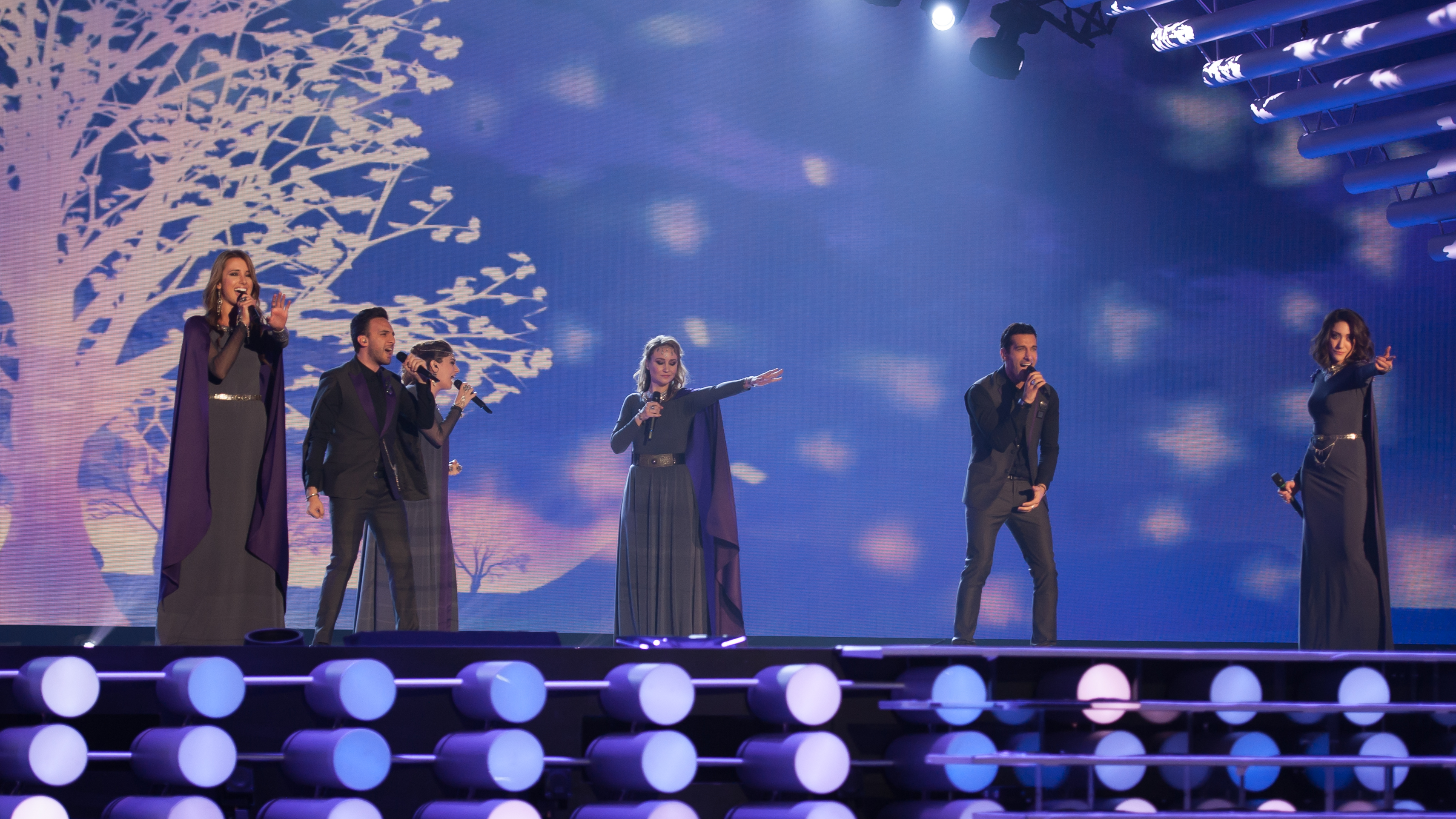
Genealogy

Genealogy är en armenisk musikgrupp som skapades för ändamålet att tävla för Armenien i Eurovision Song Contest 2015. Gruppen består av armenier från fem olika kontinenter.

## Medlemmar
- Stephanie Topalian
- Inga Arshakyan
- Essaï Altounian
- Mary-Jean O’Doherty Vasmatzian
- Vahe Tilbian
- Tamar Kaprelian